# Republika Minervy
Republika Minervy, Minerva (ang.: Republic of Minerva) – mikronacja leżąca na terenie sztucznej wyspy. Założycielem był milioner i działacz polityczny Michael Oliver, który brał również udział w podobnych przedsięwzięciach w późniejszych latach. Oliver założył stowarzyszenie, Ocean Life Research Foundation, które rzekomo miało około 100 000 000 dolarów przeznaczonych na ten projekt, posiadało biura w Nowym Jorku i Londynie. Chciano utworzyć libertariańską społeczność zamieszkującą kraj Minervy, gdzie gospodarka i mieszkańcy nie byliby obciążeni podatkami, cłami, akcyzami i innymi kosztami utrzymania opieki społecznej. Nie otrzymywaliby państwowych zasiłków ani żadnych subsydiów, ani nie byliby narażeni na żaden państwowy interwencjonizm w gospodarkę. Oprócz turystyki i rybołówstwa, ekonomia opierałaby się na lekkim przemyśle i sektorze usług.

## Historia
Atol Minerva został odkryty w 1852 roku przez grupę amerykańskich rybaków. W latach 1942–1945 wojska Stanów Zjednoczonych zajęły atole i pobliskie wyspy w czasie wojny na Pacyfiku.
W 1971 roku, barki załadowane piaskiem pod dowództwem Michaela Olivera przypłynęły z Australii, zwiększono poziom nad powierzchnią wody, umożliwiając budowę małej wieży i postumentu pod flagę. Republika Minervy wydała deklarację niepodległości 19 stycznia 1972 roku. Stworzono nową walutę (dolar Minervy). Do rządów Australii, Nowej Zelandii, Fidżi, Tonga, Nauru, Wysp Cooka i Samoa Zachodniego rozesłano listy informujące o powstaniu nowego państwa w regionie. W lutym 1972 roku Morris C. Davis został wybrany na tymczasowego prezydenta Republiki Minervy. Deklaracja niepodległości spotkała się z wielką podejrzliwością  innych państw w regionie. Delegacje państw regionu spotkały się na konferencji 24 lutego 1972, w sprawie nowego państwa. Tymczasowy prezydent został zwolniony przez założyciela Michaela Olivera i projekt upadł.
W 1982 roku grupa Amerykanów doprowadziła ponownie Morrisa C. Davisa do urzędu prezydenta, ale zostali zmuszeni przez wojska Tonga po trzech tygodniach do opuszczenia wyspy.
W październiku 2003 roku założony został „Rząd Minervy na obczyźnie” w Charleston, w Karolinie Południowej.
W listopadzie 2005 roku Fidżi złożyło skargę do Międzynarodowej Organizacji Dna Morskiego dotyczącą roszczeń terytorialnych Minervy.